# Orbitale (la Culture de Iain Banks)
Pour les articles homonymes, voir Orbitale.

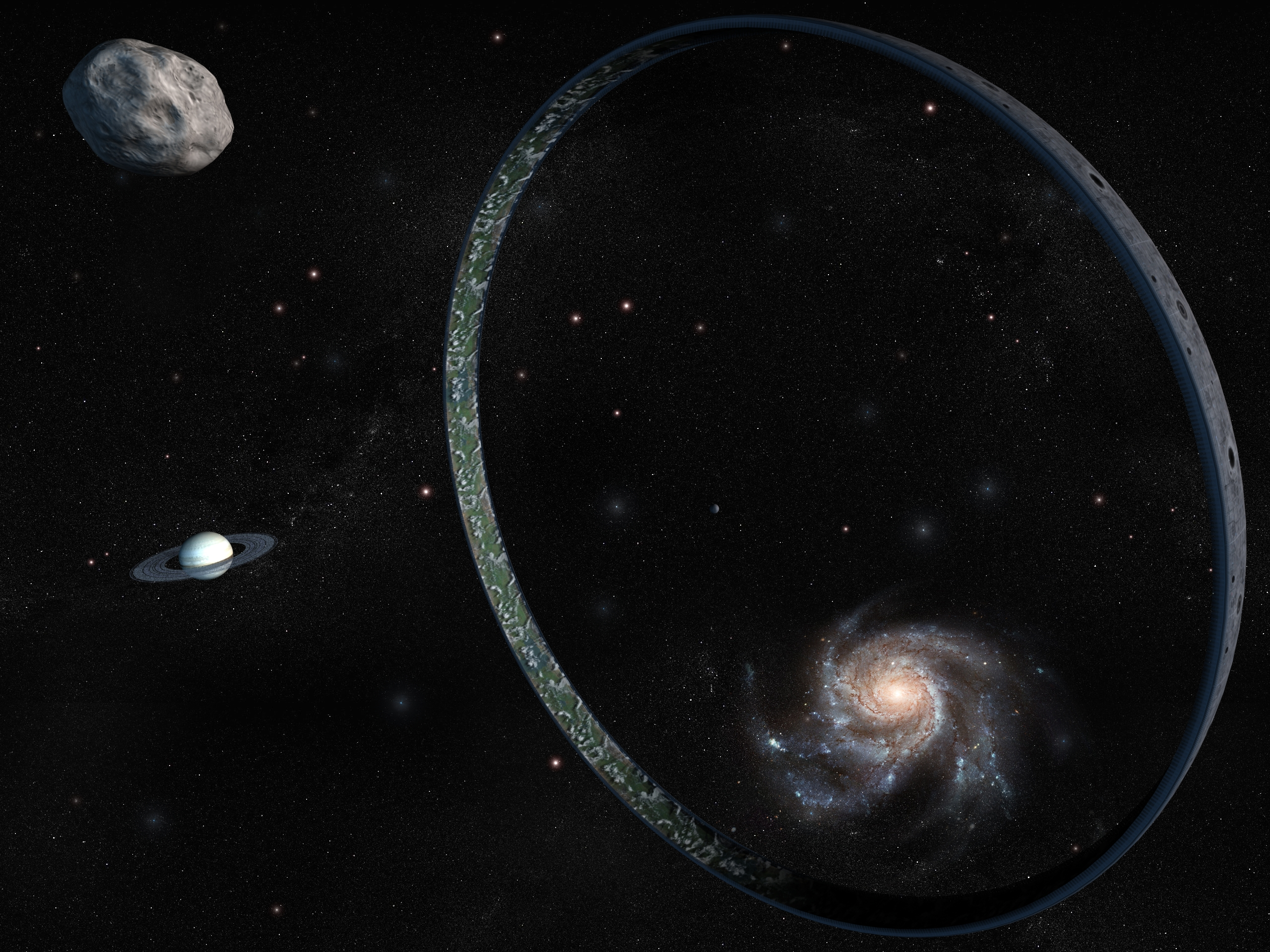
Illustration d'une Orbitale

Dans l'univers de fiction de Iain M. Banks, la Culture, une Orbitale (parfois simplement appelé O ou petit anneau) est un habitat spatial artificiel qui se présente sous la forme d'un imposant anneau (considérablement plus petit toutefois que celui de l'Anneau-Monde de Larry Niven).
Ses habitants, souvent au nombre de plusieurs milliards, vivent sur la surface interne de l'anneau, où des "plaques" de la taille de continents ont été façonnées pour reproduire toutes sortes de climats et d'environnements naturels, souvent dans le but de produire des résultats particulièrement spectaculaires.

## Construction

### Matériaux
Quand cela est possible, les matériaux de base sont tirés des débris qui gravitent dans le système stellaire de l'orbitale.

### Structure
Banks décrit les Orbitales comme des "bracelets de dieux" suspendus dans le vide intersidéral. Les orbitales sont des rubans circulaires constitués d'un matériau super-résistant (voir aussi unobtainium), dont la cohésion est encore renforcée par l'emploi de champs de force. Une Orbitale ressemble à un anneau-monde, mais en beaucoup moins grand, et au lieu d'encercler une étoile, elle orbite autour de manière plus conventionnelle, faisant d'elle un système intrinsèquement beaucoup plus stable qu'un anneau-monde. De nombreuses civilisations sont connues pour utiliser des Orbitales dont la taille est adaptée aux préférences de leurs constructeurs; les Orbitales de la Culture par exemple font environ dix millions de kilomètres de circonférence, avec une largeur allant de mille à six mille kilomètres, soit une surface de 20 à 120 fois celle de la Terre (de 10 à 60 milliards de km²).

### Intérieur

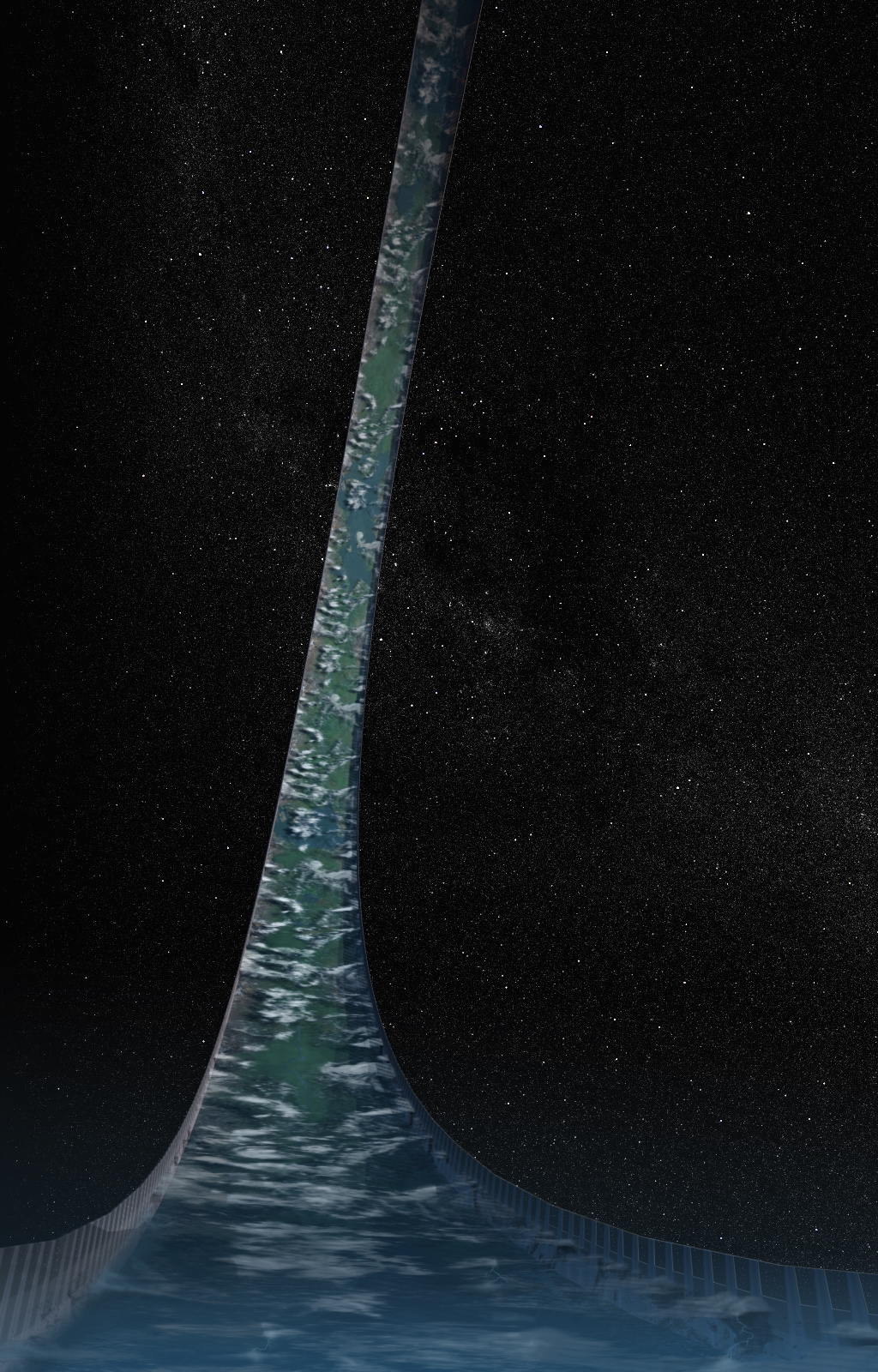
Vue de l'intérieur de l'anneau montrant les murs extérieurs qui retiennent l'atmosphère.

L'intérieur de l'anneau peut ressembler à n'importe quel environnement planétaire, des océans aux déserts en passant par la jungle et les glaciers. La structure est généralement divisée en "plaques" individuelles, similaires à des continents. Bien qu'il n'y ait pas un besoin absolu d'indiquer de manière visible la transition d'une plaque à une autre, sur certaines Orbitales la frontière entre deux plaques voisines est marquée par une chaîne de montagnes artificiellement hautes connus sous le nom de "alignement de cloisons". Si certaines plaques imitent de très près des environnements naturels, d'autres en sont des exagérations très poussées, impossibles sans l'intervention de mécanismes très élaborés et complexes (et souvent cachés) de fabrication de la matière : par exemple un gigantesque fleuve faisant le tour complet d'une Orbitale et passant par endroits sur d'immenses ponts hauts de plusieurs kilomètres ou sur des constructions semblables à des chaînes de montagnes, et dans d'autres régions il peut éventuellement servir d'immense "toboggan d'eau" pour un stade flottant. 
Les Orbitales tournent sur elles-mêmes pour reproduire les effets de la gravité, et sont dimensionnées de telle façon que la durée d'une révolution nécessaire pour produire un niveau de gravité confortable soit à peu près égale à un jour. Dans le cas d'une journée et d'une pesanteur standard pour la Culture, le diamètre d'une Orbitale est d'environ trois millions de kilomètres, soit un peu plus du double du Soleil. En inclinant l'axe de rotation d'une Orbitale par rapport à son orbite autour de l'étoile, ses habitants peuvent de ce fait connaître une alternance jour-nuit plus commode pour eux. Puisque les bords d'une orbitales sont de hauts murs, la rotation empêche l'atmosphère de s'échapper et protège ainsi les habitants des radiations. Un mur-limite typique s'élève à plusieurs dizaines, voire plusieurs centaines de kilomètres.

## Société

### Gouvernement
La responsabilité dans l'administration quotidienne d'une Orbitale de la Culture et la maintenance de ses systèmes complexes incombe principalement à un Mental, superintelligence artificielle située dans une structure dans l'espace au centre de l'Orbitale, connu sous le nom de "Pivot". Les habitants des Orbitales font souvent allusion au mental simplement sous le nom de "Moyeu" , toujours en contact personnel avec chaque habitant et prêt à répondre à ses besoins (via un terminal généralement sous forme d'un bijou que l'on porte sur soi). Extrêmement avancé, ce Mental Moyeu pourrait mener simultanément une conversation avec chacun des milliards d'habitants d'une Orbitale entièrement aménagée. Il peut également fournir une assistance instantanée en cas de besoin, généralement par l'intermédiaire de drones ou de dispositifs à déplacement de matière comme la téléportation, ce qui en fait une entité omnisciente, généralement bienveillante et quasi-omniprésente dans la vie du citoyen d'une Orbitale. Afin de se prémunir contre l'action potentiellement malveillante de certains Mentaux, et afin de représenter la communauté auprès de visiteurs provenant de sociétés traditionnellement plus hiérarchisées, chaque Orbitale élit également une assemblée appelée General Board parmi ses représentants drones et humains. Autre frein à l'exercice du pouvoir de ce Mental Moyeu, les affaires d'ordre public sont réglées par référendum. 
D'autres civilisations ont aussi construits des Orbitales, mais on ignore si ces dernières connaissent des aménagements comparables ou non. 
Malgré tous les avantages que la vie sur les Orbitales présente, les Orbitales sont parfois appelés "petits coins tranquilles" par des citoyens leur préférant une existence vagabonde.

### Culture
Le mode de vie à l'intérieur des Orbitales est typique du point de vue philosophique hédoniste de la Culture. Ce sont également d'excellents exemples de cette société d'abondance qu'est la Culture car, dans certaines limites physiques, n'importe quel désir matériel peut être satisfait (ou destiné à être satisfait sur demande par le Mental).
La culture des Orbitales est donc particulièrement portée sur le divertissement, les arts et l'artisanat, les entreprises créatives de toute sorte, l'apprentissage, aussi bien que le sport et les jeux. La majeure partie de la construction d'une Orbitale est déjà une aventure en elle-même, œuvre dans laquelle le Mental Moyeu implique ses habitants (les dernières plaques ne sont généralement complètement formées et "paysagées" qu'au bout d'un temps très long - du moins mesuré à l'échelle de la vie d'un membre biologique de la Culture).
Alors que les gens vivant sur une Orbitale se comptent généralement par milliards, la taille absolue de l'habitat ainsi que le style de vie ordinaire de la Culture font qu'on n'a presque jamais l'impression qu'il soit vraiment peuplé. Les citoyens peuvent choisir de se retirer dans de vastes espaces de nature vierge (même si fabriquée en fin de compte) ou dans leurs propres demeures spacieuses, généralement ils ne vivent pas en ville sauf s'ils préfèrent le surcroît d'activités ou la proximité de leurs amis. 
Les Orbitales servent aussi de résidence pour les 'Ambassadeurs' d'autres sociétés auprès de la Culture - bien que, comme montré dans certains livres de la série, la Culture comprenne ce terme différemment :  l'étranger est en fin de compte largement censé considérer la Culture comme supérieure à sa propre société et devenir un ambassadeur pour la Culture.

## Apparitions dans les romans
- Deux livres décrivent des tentatives de destruction des orbitales :
  - L'Orbitale de Vavatch (Orbitale extérieure à la Culture) apparaît dans le roman Une forme de guerre. Sa taille est sensiblement plus importante que celle des Orbitales construites par la Culture : sa circonférence est de quatorze millions de kilomètres pour une largeur de trente-cinq mille kilomètres, soit une superficie de 490 milliards de km² : près de 1000 fois celle de la Terre (8 à 50 fois plus qu'une Orbitale moyenne). La gravité à sa surface y est également plus importante : 1,2 fois celle de la Terre. Sa surface consiste essentiellement en une étendue d'eau douce appelée Mer Circulaire, les terres sont relativement peu importantes en comparaison. Vavatch ne présente pas non plus ce système d'assistance permanente par une superintelligence artificielle telle que celle d'un Mental, mais elle possède un Moyeu central comme les autres Orbitales. Elle est découpée en morceaux puis désintégrée par un vaisseau militaire de la Culture pour que les Idirans ne puissent pas se l'approprier.
  - L'Orbitale de Masaq' est le principal décor dans Le Sens du vent. Le Mental de Masaq' était auparavant le mental du vaisseau spatial Dommage Durable, tourmenté par le souvenir de ses actions durant la guerre entre les Idirans et la Culture autant que la cible principale d'une autre faction d'une race « contactée » cherchant à se venger de la Culture, les Chelgriens.
  - Jernau Morat Gurgeh quitte l'Orbitale de Chiark dans L'Homme des jeux dans sa quête du jeu de l'Azad.

## Structures similaires
- Dans la trilogie du jeu vidéo Halo, le joueur visite les structures qui ont donné leur nom au jeu, elles sont similaires aux Orbitales mais en bien plus petit. Le développeur de Halo, Bungie Studios, mentionne qu'on s'est en partie inspiré de la Culture de Banks pour concevoir Halo[1].

## Voir également
- Sphère de Dyson
- Mégastructure
- L'Anneau-Monde
- Tore de Stanford
- Halo (structure)